# Katedra Nawiedzenia Najświętszej Marii Panny w Augsburgu
Katedra Nawiedzenia Najświętszej Maryi Panny (niem. Hohe Domkirche Mariä Heimsuchung; Augsburger Dom) – kościół katolicki w Augsburgu w Niemczech, katedra biskupów diecezji augsburskiej.

## Historia
W 807 konsekrowano katedrę wzniesioną przez bpa Simperta, pierwsza wzmianka o niej pochodzi z 822 roku. W X wieku została zniszczona przez pożar i najazdy węgierskie. Mimo naprawienia szkód w 994 roku część kościoła zawaliła się. Odbudowę w stylu romańskim wspomogła finansowo cesarzowa Adelajda Burgundzka. W 1065 konsekrowano ołtarz główny, a ok. 1075 wzniesiono wieże. Około 1135 wykonano witraże z wizerunkami proroków: Jonasza, Daniela, Ozeasza i Dawida (piąty witraż z wizerunkiem Mojżesza pochodzi z 1550 roku). W 1331 rozpoczęto budowę naw bocznych i wznoszenie gotyckiego, krzyżowo-żebrowego sklepienia nawy głównej. W 1356 biskup Marquard wmurował kamień wegielny pod budowę gotyckiego prezbiterium, poświęconego w 1431 roku. Znaczna część wyposażenia została zniszczona w okresie reformacji. W latach 1720–1722 wzniesiono kaplicę północną, w której ustawiono gotycką figurę Matki Bożej. W latach 1852–1863 usunięto barokowe wyposażenie i zastąpiono je neogotyckim, a do katedry sprowadzono również Ołtarz Weingartnera z 1493 roku autorstwa Hansa Holbeina. Podczas II wojny światowej uszkodzony został krużganek i spłonął dach nad wspomnianą kaplicą boczną. W 1962 na miejscu ołtarza zainstalowano brązową grupę Ukrzyżowania, którą w 1985 powiększono o motywy starotestamentowe.

## Galeria

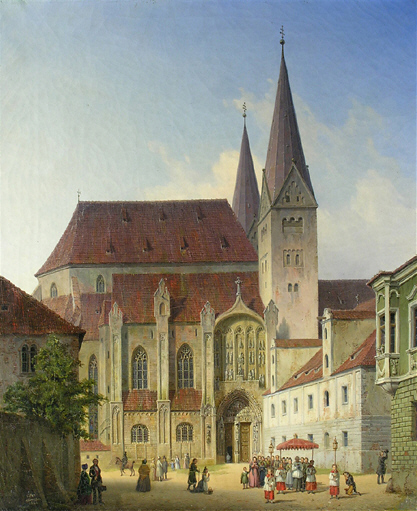
Katedra w 1844
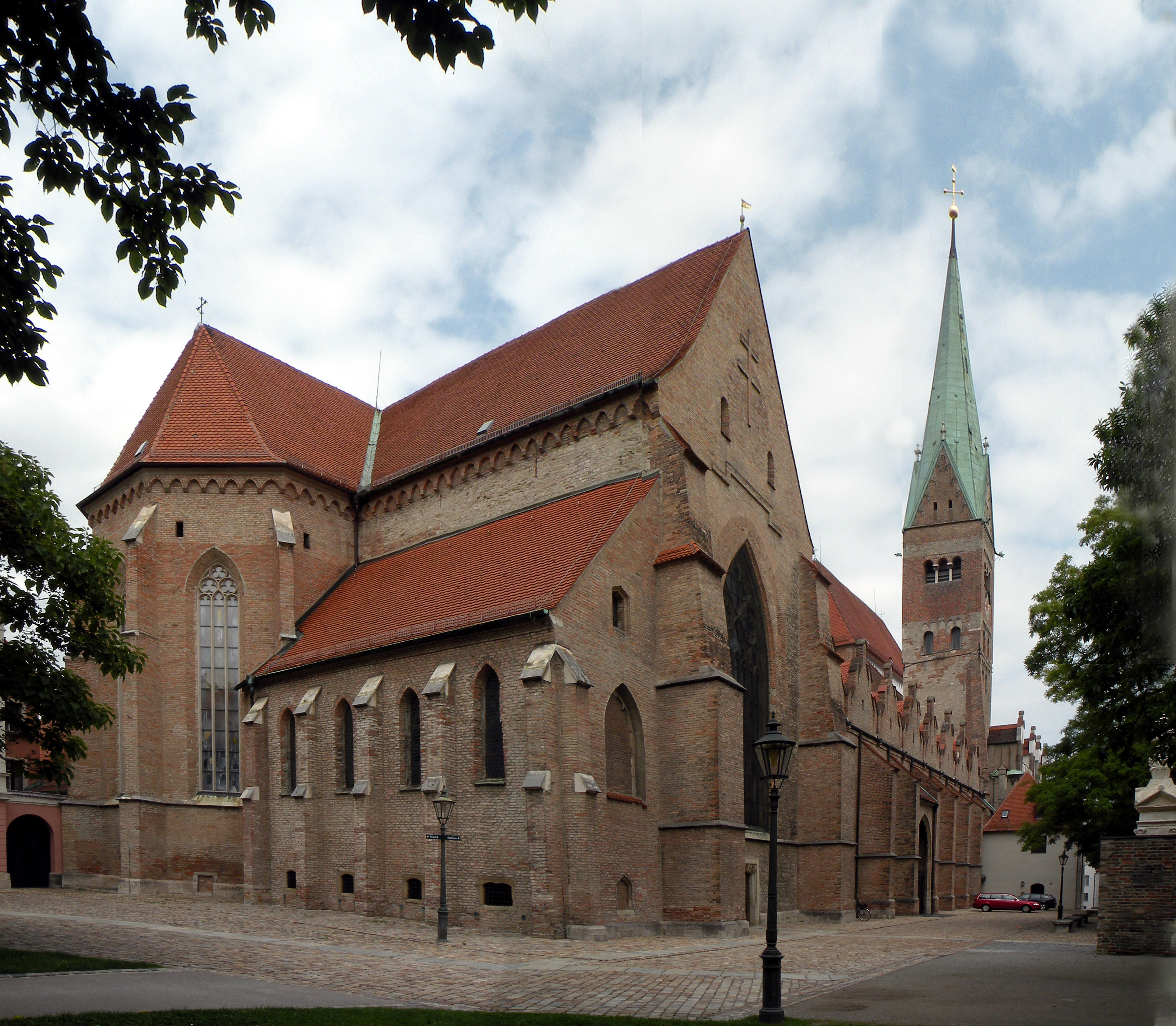
Widok z południowego zachodu
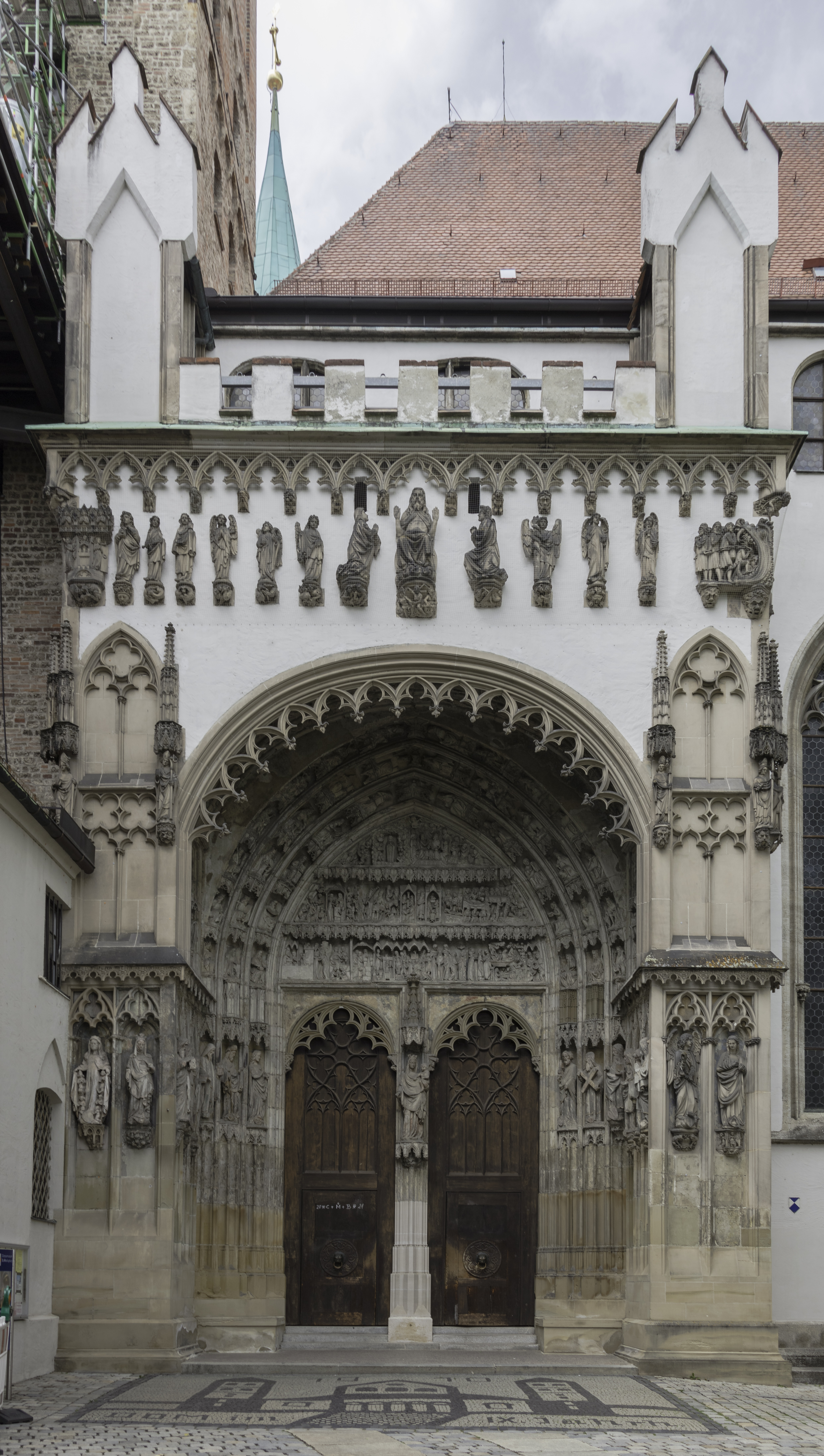
Portal południowy
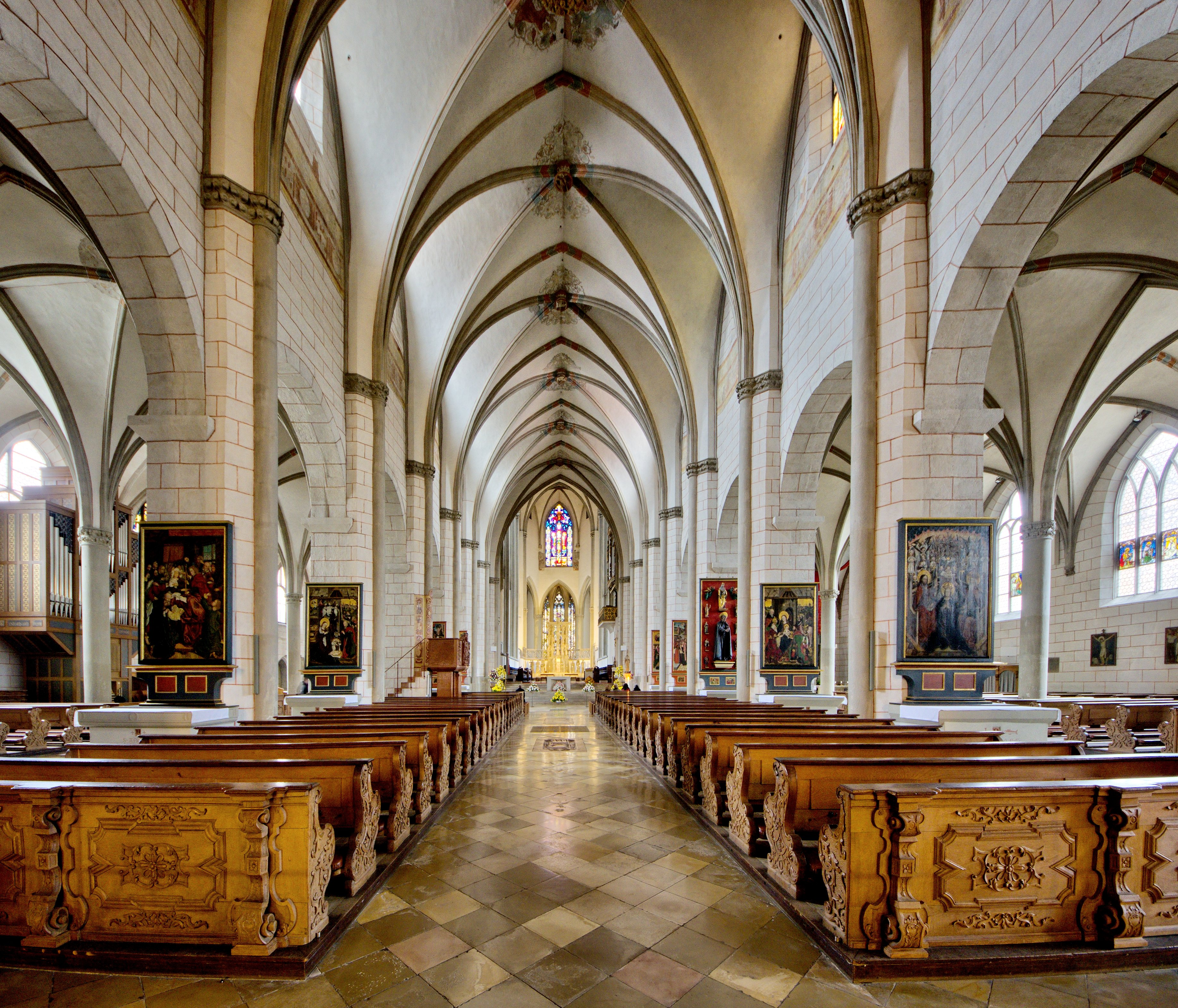
Wnętrze
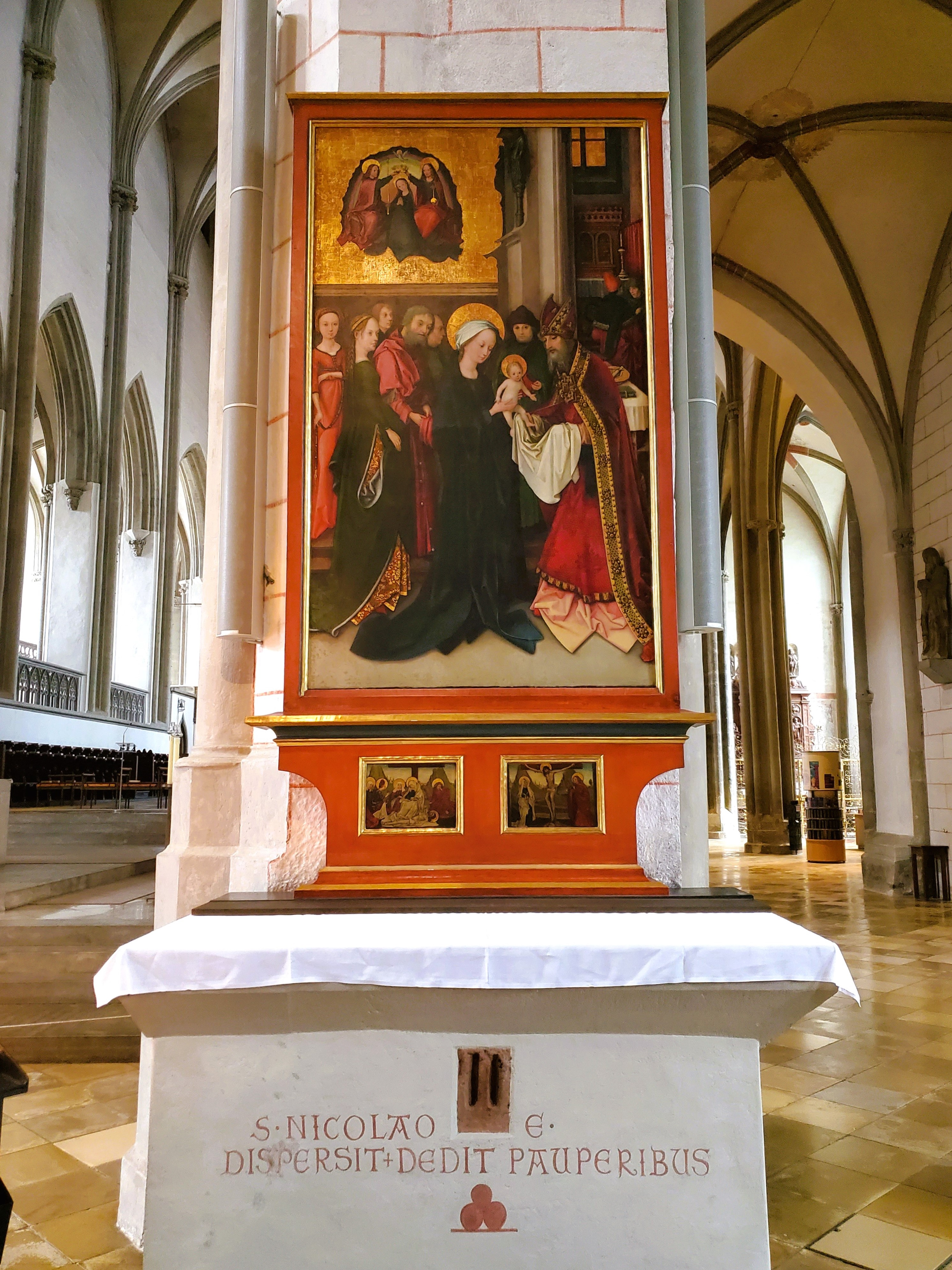
Ołtarz autorstwa Hansa Holbeina
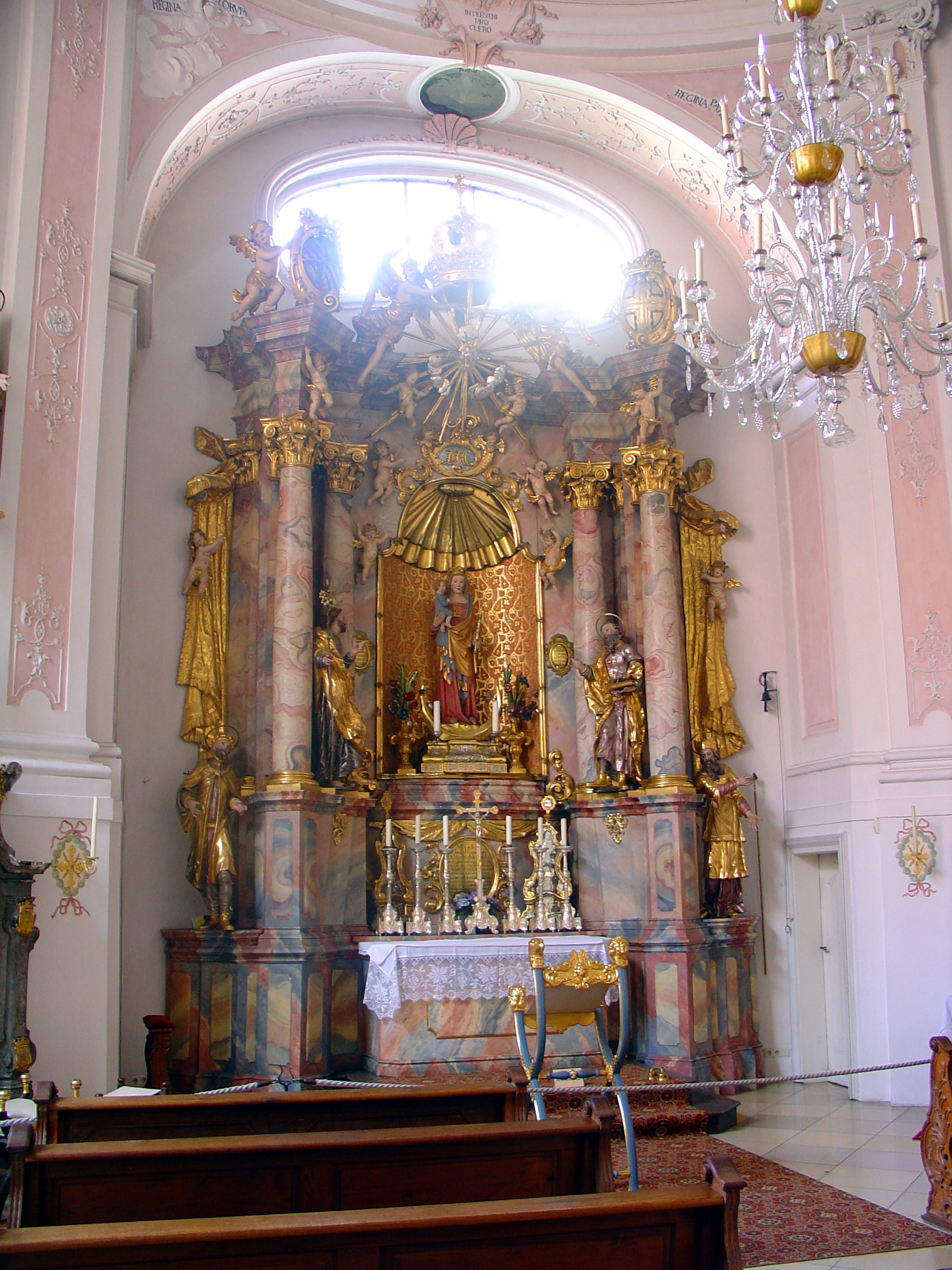
Kaplica Mariacka
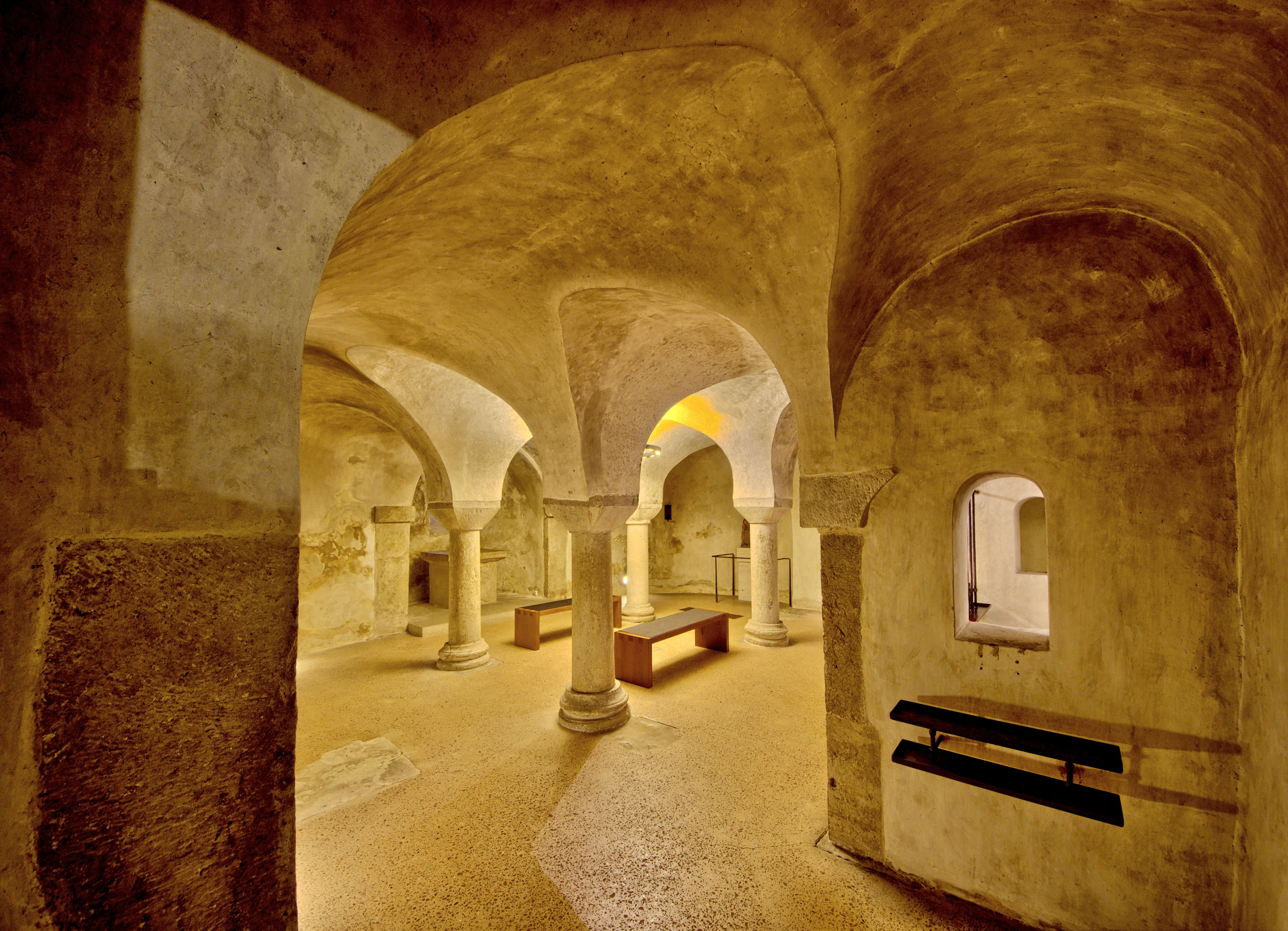
Krypta
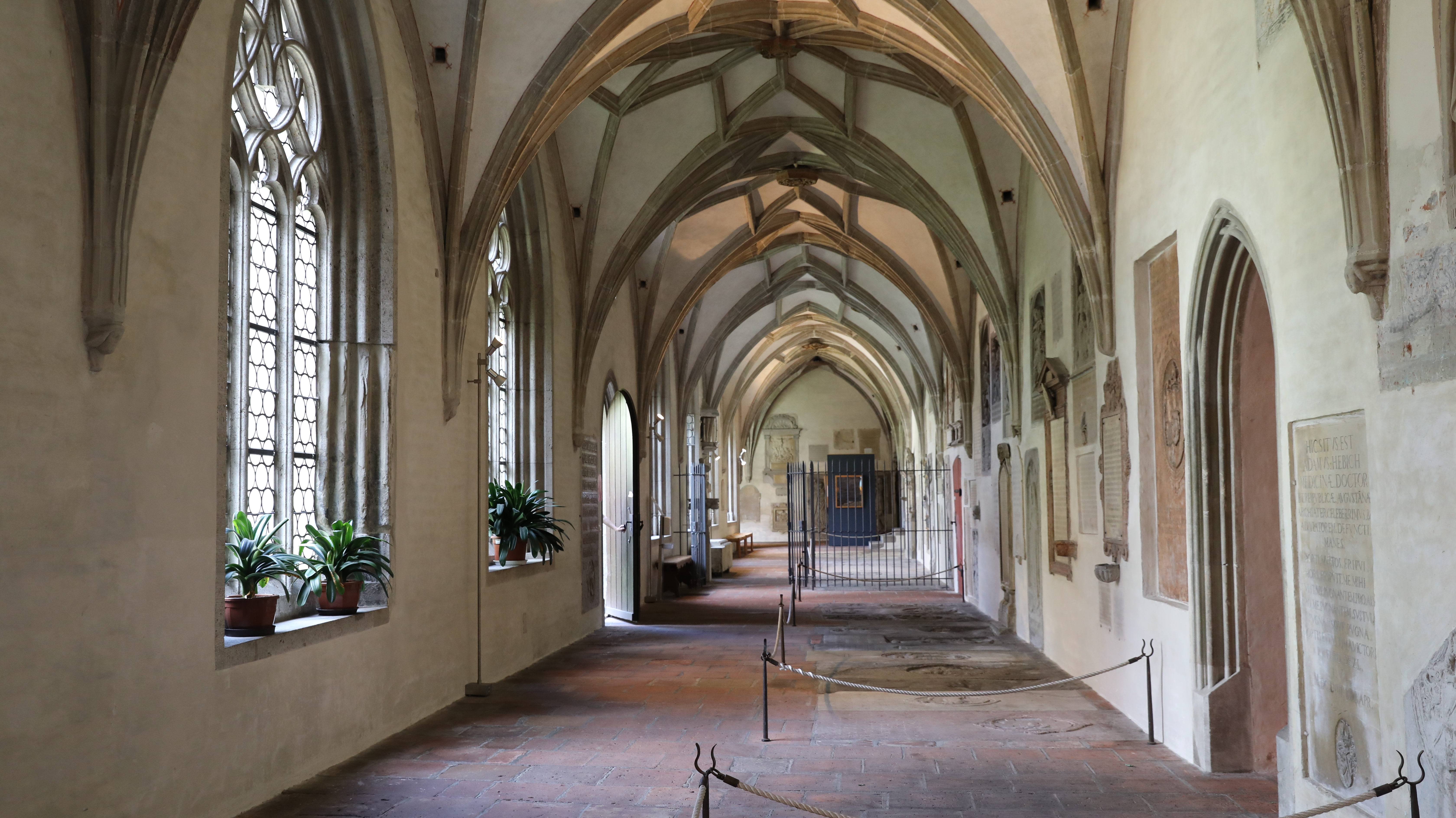
Krużganek